# Desertana sicca
Desertana sicca är en insektsart som beskrevs av Delong och Martinson 1973. Desertana sicca ingår i släktet Desertana och familjen dvärgstritar. Inga underarter finns listade i Catalogue of Life.